# Pajkos János
Pajkos János (Debrecen, 1958. március 6. –) magyar labdarúgóedző. Többnyire élvonalbeli csapatokat irányított a 2000-es évek után. Megfordult többek között a DVSC, az Előre FC Békéscsaba, a DVTK és a Győri ETO kispadján is.

## Edzőként
Játékoskarrierje nem számottevő. Edzőként első élvonalbeli csapata a DVSC volt, ahol két fél szezonon át irányította a gárdát, és nyert velük Magyar Kupát. Ezután hosszabb szünet után a szintén elsőosztályú Békéscsabára szerződött, ott azonban nem sokáig maradt, köszönhetően Darko Canadic felelőtlen ígéreteinek. A viharsarkiak után Diósgyőrbe tette át székhelyét, ahol először Zoran Kunticcsal dolgozott együtt, mivel annak nem volt meg az élvonalhoz szükséges edzői licence. 2006 tavaszán már egyedül irányította a klubot. Bár a vezetők felkérték a maradásra, Pajkos a távozás mellett döntött, mivel kevésnek találta a rendelkezésre álló időt. 2006 őszén Győrött lett edző, de az őszi rossz szereplés után szerződést bontottak vele. 2007 őszén ismét visszatért Miskolcra, de 10 forduló után lemondott, utódja ismét Vágó Attila lett.